# Панделис Цамисис
Панделис Цамисис (на гръцки: Παντελής Τσαμίσης) е гръцки просветен деец от Костурско от края на XIX - началото на XX век.

## Биография
Цамисис е роден в 1870 година в западномакедонския град Костур. Завършва гръцката гимназия в Битоля и философия в Атинския университет. Преподава в различни училища в родния си край. Назначаван е за гимназиален директор в Мала Азия, а по-късно и на Цотилската гимназия. Управлява Костурската прогимназия 9 години и Костурската гимназия 11 години. Публикува исторически и фолклорни изследвания. Събира антики от района. В 1949 година пише ценното изследване „Костур и неговите паметници“ (Η Καστοριά και τα μνημεία της) – едно от най-задълбочените и изчерпателни изследвания за града.
Умира в 1958 година.